# 4. Jahrhundert
Portal Geschichte | Portal Biografien | Aktuelle Ereignisse | Jahreskalender | Tagesartikel

◄ |
2. Jh. |
3. Jh. |
4. Jahrhundert
| 5. Jh.
| 6. Jh.
| ►

300er |
310er |
320er |
330er |
340er |
350er |
360er |
370er |
380er |
390er

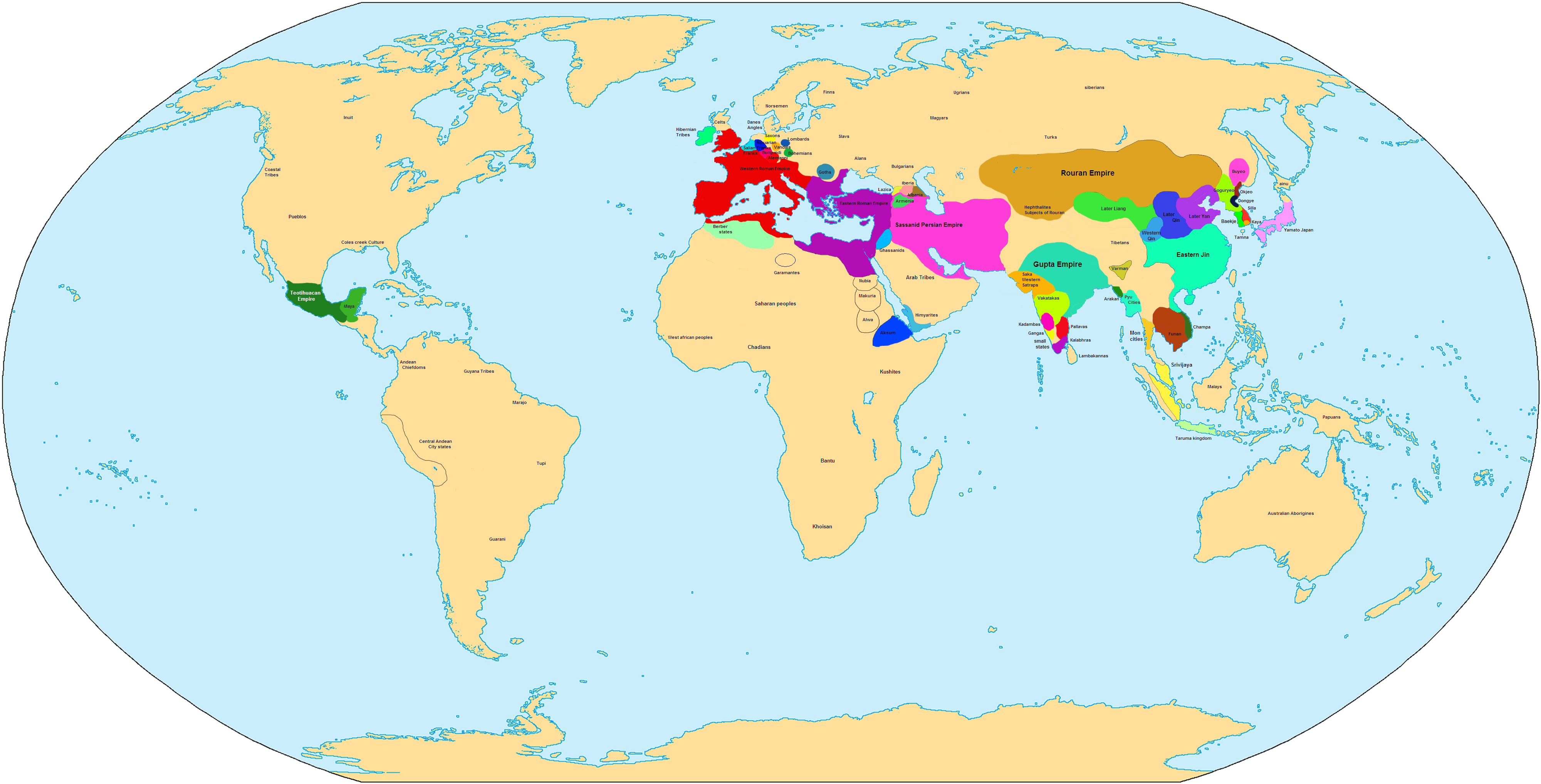
Globale territoriale Situation im 4. Jahrhundert

Das 4. Jahrhundert begann am 1. Januar 301 und endete am 31. Dezember 400.
Es gehört zur Epoche der Spätantike.

## Zeitalter/Epoche
- Das Christentum wird im Jahre 380 von Theodosius I. zur Staatsreligion im Römischen Reich erklärt (Edikt Cunctos populos). Diese dem Christentum im weiteren Verlauf Macht und Besitz erbringende Entwicklung wurde maßgeblich schon von Konstantin dem Großen in Gang gesetzt. Doch kann dadurch der rasch voranschreitende Niedergang des Römischen Reiches nicht aufgehalten werden.
- Aus Mittelasien wandern die Hunnen nach Osteuropa ein und gründen ein Reich. Sie verdrängen die bisher dort ansässigen Völker und setzen eine Völkerwanderung in Bewegung, die als erstes großes Volk die Goten nach Südeuropa führt.
- Indiens Dichtkunst tritt in ihre klassische Phase ein.
- Das bislang schriftlose Japan übernimmt von China die Schrift und weitere Aspekte der chinesischen Kultur.

## Ereignisse/Entwicklungen
- Eine eigenständige keltische Kirche entsteht und besteht bis in das 6. Jahrhundert fort.
- 312: Schlacht an der Milvischen Brücke.
- 313: Toleranzedikt von Mailand (konstantinische Wende).
- Im ersten Konzil von Nicäa (325) wird der arianisch-athanasische Glaubensstreit zugunsten der athanasischen Trinitätslehre entschieden und ein verbindliches Datum für das Osterfest festgelegt. Auf dem Ersten Konzil von Konstantinopel 381 wird der arianische Streit endgültig beigelegt.
- Das griechische Byzantion wird 326 von Konstantin unter dem Namen Konstantinopel zur Hauptstadt des römischen Reiches und zur Residenz erhoben. Die Verlegung der Hauptstadt bewirkt eine Hellenisierung des römischen Kaisertums, das sich entwickelnde byzantinische Hofzeremoniell umgibt den Kaiser mit einem göttlichen Nimbus.
- Die Alte Peterskirche in Rom, die bekannteste frühchristliche Basilika, wird von Papst Silvester I. geweiht.
- Bischof Wulfila schreibt um 360 im östlichen Mitteleuropa für die Goten die Wulfilabibel. Diese Bibelübersetzung ist die älteste schriftliche Überlieferung einer germanischen Sprache, für die Wulfila statt der Runen eine neue Schrift entwickelt. Sie basiert auf griechischen und römischen Buchstaben – mit Runen für jene gotischen Laute, die in keiner der beiden Sprachen vorkamen (beispielsweise englisches th). Von der Wulfilabibel sind aus Italien stammende Handschriften des 6. Jahrhunderts erhalten (Neues Testament und Teile des Alten Testaments). Die bekannteste dieser Abschriften ist der Codex Argenteus, der heute in der Universitätsbibliothek Uppsala aufbewahrt wird.
- In der Schlacht von Adrianopel (378) vernichten die Goten das römische Heer. Kaiser Valens fällt im Kampf, doch kann sein Nachfolger Theodosius das politische Gleichgewicht wiederherstellen. Die Goten besiedeln als autonome Föderaten das heutige Bulgarien.

## Persönlichkeiten
- Nikolaus von Myra (etwa 270-365), bekannter Heiliger der lateinischen und östlichen Kirchen.
- Chrocus (ca.260-3??) war 306 an der Erhebung von Konstantin zum Caesar (Unterkaiser) beteiligt.
- Konstantin (etwa 280–337), römischer Kaiser (ab 306). Machte Byzanz („Konstantinopel“) zur Hauptstadt des römischen Imperiums und legte damit den Grundstein für die Entstehung eines eigenständigen „Ostreichs“. Trug entscheidend dazu bei, dass das Christentum Staatsreligion wurde. Erließ Gesetze zum Schutze von Sklaven und führte erfolgreiche Kriege im Zeichen des Kreuzes.
- Axid (etwa 291–347), nordafrikanischer Freiheitskämpfer. Schuf die quasi-kommunistische revolutionäre Bewegung der „Circumcellionen“ und kämpfte unter Einbeziehung christlicher Ideale für die ausgebeuteten Sklaven, Bauern und Arbeiter seines Landes. Unterlag gegen das römische Heer
- Ermanarich (305–370), König der Ostgoten (Ostrogoten, Greutungen) ab 350. Einiger der südrussischen Gotenvölker und Reichsgründer. Besiegte Slawen, Finnen und Germanen und auch römische Heere, unterlag jedoch gegen die Hunnen.
- Schapur II. (309–379), König von Persien. Bekämpfer des Christentums und Förderer der persischen Zarathustra-Religion. Kämpfte erfolgreich gegen Rom und gegen die Hunnen und konnte so sein Reich vergrößern beziehungsweise erhalten.
- Wulfila (lat. Ulfilas; etwa 310–383), erster Bischof der Westgoten (Wisigoten, Terwingen). Er bekehrte sie zum arianischen Christentum. Er erfand eine neue Schrift für die Gotische Sprache, die bisher in germanischen Runen geschrieben worden war. Sie war eine Abwandlung der griechischen Schrift mit einigen lateinischen Buchstaben.
- Martin von Tours (lat. Martinus), (* um 316); † 8. November 397), dritter Bischof von Tours und französischer Nationalheiliger. Er quittierte 356 aus christlicher Überzeugung seinen Kriegsdienst als römischer Offizier und wurde 372 zum Bischof von Tours geweiht. Er gilt als Bindeglied zwischen Rom und dem Frankenreich.
- Ammianus Marcellinus (* um 330; † um 395), römischer Historiker. Er war neben Prokopios von Caesarea der bedeutendste spätantike Geschichtsschreiber.
- Julian (331–363), römischer Kaiser ab 360. Entließ Tausende überflüssiger Beamter, senkte die Steuern und ordnete das Unterrichtswesen. Versuchte erfolglos, dem Vordringen des Christentums im römischen Reich Einhalt zu gebieten.
- Ambrosius (* 339; † 4. April 397, Kirchenlehrer und Bischof von Mailand.
- Theodosius, der 'Gotenfreund' (347–395), römischer Kaiser spanischer Herkunft (379–395) und letzter Herrscher eines vereinten Römischen Reiches. Nach schwerer Krankheit strenggläubiger Christ, setzte er endgültig das Dreifaltigkeitsdogma von der Göttlichkeit Jesu durch.
- Balamir (auch Balamber, etwa 350–404), angeblich König der Hunnen. Soll über die Wolga vorgedrungen sein und das Reich der Alanen an Terek, Kuban und am unteren Don vernichtet haben. Er soll auch mit seinen Reiterheeren Ermanarichs neu gegründetes Ostgotenreich erobert und Goten zu Heeresfolge und Tribut gezwungen haben. Seine Historizität ist aber umstritten.
- Gratian (etwa 359–383), römischer Kaiser (375–383). Unter dem Einfluss des Ambrosius verzichtet er auf das bisher vom Kaiser bekleidete Amt des „Oberpriesters“ und machte das Christentum zur beherrschenden Macht im zerfallenden Reich.
- Stilicho (um 360–408), römischer Feldherr und Staatsmann. Nach dem Tod von Theodosius Regent Westroms. Besiegte Alarich den König der Westgoten und auch ins Reich einfallende Germanen und Ostgoten. Besiegelte mit seiner Gebietsforderung an Ostrom die endgültige Teilung des römischen Reichs.
- Alarich I. (etwa 374–410), König der Westgoten. Führer des Aufstands von 391, besiegt Theodosius. Nach wechselndem Kriegsglück Eroberung Roms und Tod 410.

## Erfindungen und Entdeckungen
- In Indien wird eine Technik zur Rohrzuckergewinnung entwickelt; dabei wird Saft aus dem Zuckerrohr gepresst und durch Kochen eingedickt.
- Muskelkraftantrieb wird durch Wasserkraft ersetzt; um 363 entsteht ein mit Wasserkraft betriebenes Sägewerk an der Ruwer, um 390 wird von Wassermühlen berichtet, die ein Steinsägewerk an der Rur (Belgien) antreiben.
- Die demotische Schrift in Ägypten wird durch die griechische Schrift verdrängt.
- Um 380 wird in China unter der Jin-Dynastie der Gebrauch des Schiffskompass üblich.
- Um 385 führt Kaiser Theodosius den in Asien schon weit länger bekannten Reitsattel in Europa ein.